# De vliegende rivier
De vliegende rivier is een stripverhaal uit de reeks van Suske en Wiske. Het is geschreven door Peter Van Gucht.

## Personages
In dit verhaal spelen de volgende personages mee:
Suske, Wiske, Schanulleke, tante Sidonia, Lambik, Joe, Marcel, Suyal, Yaima en Nahuel (tovenaar/sjamaan), Yaco.

## Locaties
Dit verhaal speelt zich af op de volgende locaties:
Raft Paradise, de Zio Zio rivier, de Montedorovallei.

## Het verhaal
Suske is jarig en gaat met Lambik en Wiske raften, terwijl tante Sidonia een dagje gaat winkelen. De instructrice is Indiaans en behoort tot de Machipo. Tijdens de tocht roepen drie mannen om hulp, ze zeggen dat hun raft is omgeslagen en verdwenen is. Al snel blijkt dat de mannen op zoek zijn naar de God van het Water. Het is een meer dan duizend jaar oud gouden beeld van Futa. Een normaal mens kan niet in de heilige grot komen, maar een machi (medicijnman) kan dit wel. Yaima weigert, maar moet toestemmen als haar klanten bedreigd worden. Lambik valt een van de mannen aan, maar wordt neergeschoten en zijn lichaam drijft weg.
Het gezelschap vaart met de raft op de rivier en Suske en Wiske treuren over het verlies van Lambik. Yaima verafschuwt het gedrag van Suyal en voor haar is hij geen Machipo meer. Lambik is gewond, maar weet zich uit de rivier te slepen. Hij komt in een gevecht met een poema terecht, maar weet het dier weg te jagen. Suske probeert met een satelliettelefoon om hulp te vragen, maar dit wordt gezien door een van de mannen. De telefoon wordt vernietigd en het gezelschap gaat verder. Ze komen bij een zeer gevaarlijk stuk van de rivier, die men alleen kan overleven in het bijzijn van een Machi. Yaima vertelt dat ze nog in opleiding is en de watergod nog niet naar haar luistert.
Lambik wordt gered door Nahuel die vertelt dat hij bij de Zio-Zio rivier is. Hij vertelt Lambik dat hij een Machi is en Yaima zijn leerlinge. Ook weet hij dat Suske en Wiske in groot gevaar zijn en Lambik wil helpen, maar is nog te zwak en gaat hallucineren. Intussen probeert Yaima de raft van de kant te duwen en Suske en Wiske proberen te ontsnappen. Wiske wordt gebeten door een slang en Yaima zuigt de beet uit. Het gezelschap vaart verder, maar Suske springt uit de raft. Dan laat Suyal de raft omslaan en Nahual merkt dit op een afstand.
Het gezelschap komt aan wal en Wiske merkt dat Suske zich aan de overkant heeft verstopt. Suyal weet zwemmend te ontsnappen. Yaima probeert met Futa te communiceren, maar krijgt geen contact. Ze adviseert de ontvoerders om niet de gevaarlijke tocht te ondernemen, nu het niet gelukt is om contact met de watergod te krijgen. De ontvoerders geloven dit niet en de groep gaat toch op weg. Wiske is bang en Yaima vertelt dat Futa ook gunstig gestemd kan worden door een offer. Suske heeft alles gezien en gaat met een boomstam achter de raft aan, terwijl Suyal hulp gaat zoeken.
Lambik is hersteld en Nahuel gebruikt een toverspreuk om van Lambik een vliegtuig te maken. Ondertussen bereikt de raft een enorme waterval en Yaima probeert opnieuw om contact met Futa te krijgen. Het contact wordt gelegd, maar slechts voor korte tijd en Yaima wil zichzelf dan opofferen om de groep te redden. Wiske besluit dan om Schanulleke te offeren. Een enorme vogel van water redt de raft en de groep komt veilig beneden. Suske is op een rots gekropen en ziet dit allemaal gebeuren. Ook ziet hij hoe de raft de heilige grot van Futa binnenvaart en hij duikt naar beneden om Wiske en Yaima te helpen.
Suske ziet Schanulleke drijven, maar het poppetje wordt door een enorme vis ingeslikt. Suske volgt de vis onder water en gooit een enorme steen op het beest, waardoor het op de bodem is vastgenageld. De groep komt bij het meer dan duizend jaar oude gouden beeld in de grot en Yaima waarschuwt dat degene die het beeld vastpakt in vlammen zal opgaan. De Machipo smeerden hun heiligenbeelden in met een zeer brandend zuur. Wiske krijgt handschoenen en moet het beeld pakken, maar ze gooit het naar Joe en zijn handen branden meteen. Wiske duwt Joe in de rivier en hij wordt door het snelstromende water meegevoerd.
Marcel bindt Yaima en Wiske vast, maar dan begint de grot te beven en Yaima waarschuwt dat de wraak van Futa begint. Suske probeert op de kant van de rivier te klimmen, maar de rotsen zijn te glad. Dan komt de monstervis die Schanulleke heeft ingeslikt op hem af, maar het dier blijkt Suske te helpen. Suske kan het pistool van Marcel uit zijn handen slaan en duwt hem in het water. De reusachtige vis valt Marcel aan en Suske probeert Yaima en Wiske te helpen, want het water stijgt in de grot. Hij komt bij de meisjes en hij ziet dat Wiske er slecht aan toe is, maar dan stort de ingang van de grot opnieuw dicht met rotsblokken en het water stijgt opnieuw.
Suske vindt de tas van Marcel en daarin zit een kneedbom, waarmee Suske de rotsen wegblaast. Hij drijft gewond in het water na de explosie. Yaima en Wiske redden Suske, maar dan stort Wiske opnieuw in. Yaima ziet een licht schijnen en hoopt dat Futa Wiske kan redden. Ze vertelt het beeld dat het nu Wekefu, een geest van het kwade, geworden is en wil met de goede geest Nguenechén het evenwicht herstellen. Ze wil het beeld terugplaatsen, maar Marcel heeft de enorme vis overwonnen en komt met een mes op haar af. Yaima weigert het beeld af te geven en Marcel wordt door een pijl in zijn rug geraakt. Lambik en Nahuel zijn in de grot aangekomen en Nahuel zegt Yaima om het beeld terug te plaatsen, waarna Wiske herstelt.
Het lukt Yaima ook om het heiligdom weer in oorspronkelijke staat terug te brengen en Nahuel geeft haar een compliment, ze is nu een echte Machi. Yaima brengt de Afilados weer tot leven en de enorme vis spuugt Schanulleke weer uit. Tante Sidonia komt bij de vrienden en brengt twee helpers mee. Joe wordt weer gevonden in de spelonk en samen met Marcel ingerekend. De groep gaat met de helikopter terug naar de bewoonde wereld.